# Çamaş (district)

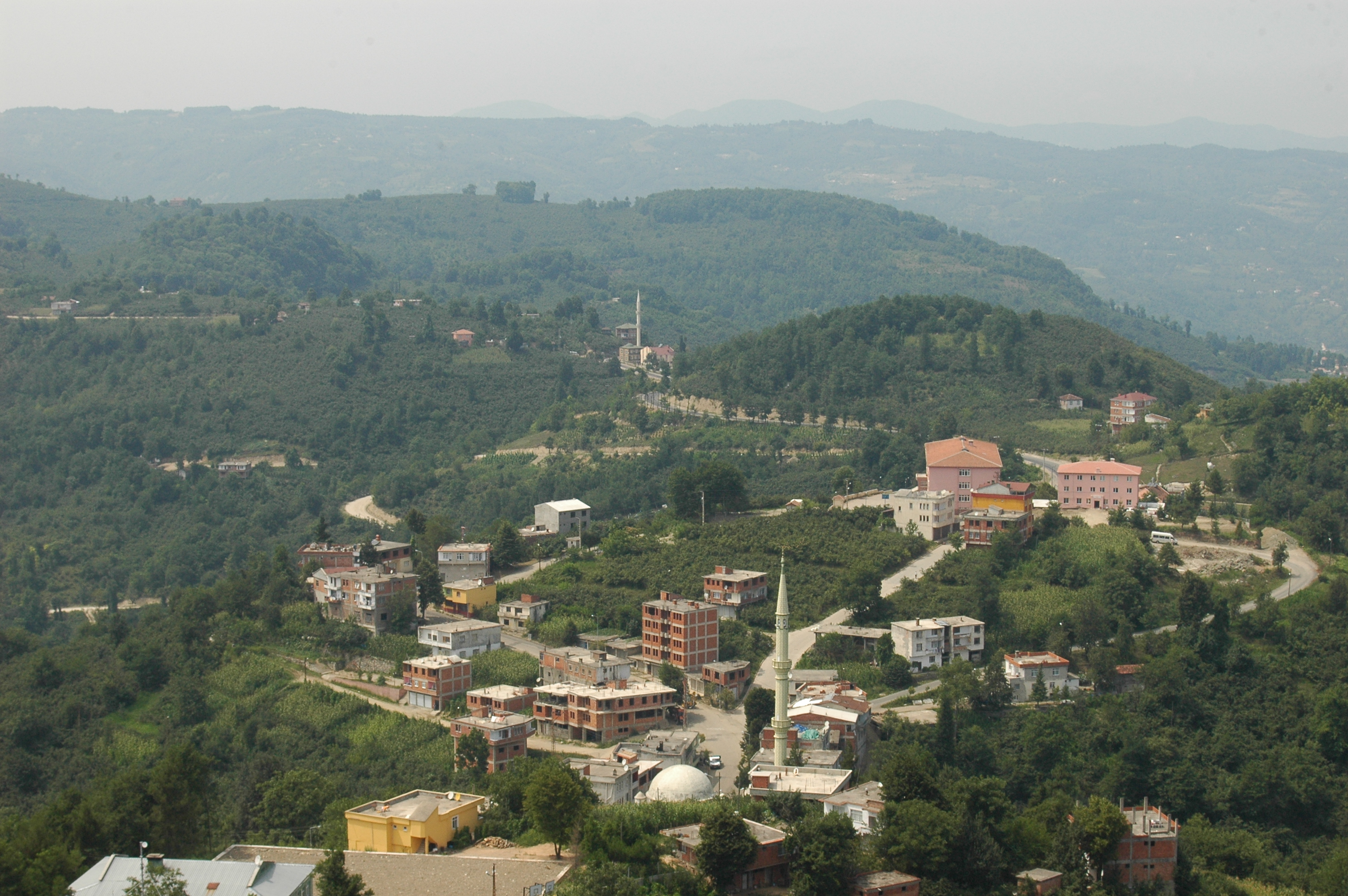
A view of Çamaş town

Çamaş is een Turks district in de provincie Ordu en telt 10.667 inwoners (2007). Het district heeft een oppervlakte van 91,2 km². Hoofdplaats is Çamaş.
De bevolkingsontwikkeling van het district is weergegeven in onderstaande tabel.
| 1997   | 2000   | 2007   |
| ------ | ------ | ------ |
| 15.017 | 13.650 | 10.667 |